# Natalia Gaitán Laguado
Natalia Gaitán Laguado (* 3. April 1991 in Bogotá) ist eine kolumbianische Fußballnationalspielerin.

## Karriere
Gaitán begann ihre Karriere mit Internacional de Bogota Club, mit dem sie 2002 in Skandinavien an verschiedenen Turnieren teilnahm. So spielte sie mit Internacional den Dana Cup in Dänemark, den Gothia Cup in Schweden, den Norway Cup in Norwegen und den Helsinki Cup in Finnland. 2009 ging Gaitán für ihr Studium in die USA an die University of Toledo, wo sie derzeit in 42 Spielen ein Tor für das Toledo Rockets Women Soccer Team erzielte.

### International
Die linke Verteidigerin spielte als Kapitänin die U-17-Fußball-Südamerikameisterschaft der Frauen, bei der Kolumbien den Titel gewann und sie im Laufe des Turnieres drei Tore für ihr Heimatland erzielte. Kurze Zeit später nahm sie für ihr Heimatland Kolumbien an der U-17-Fußball-Weltmeisterschaft der Frauen 2008 in Neuseeland teil. Es folgte 2010 ihr bislang größter Erfolg auf internationaler Ebene. Sie errang mit der U-20 von Kolumbien den vierten Platz bei der U-20-Fußball-Weltmeisterschaft der Frauen 2010 in Deutschland. Im Juni 2011 wurde sie für die Fußball-Weltmeisterschaft der Frauen 2011 in Deutschland nominiert und kam im Spiel gegen Schweden zu ihrem Weltmeisterschaftsdebüt. Auch in den Spielen gegen die USA und Nordkorea wurde sie eingesetzt. Nach zwei Niederlagen und einem Remis beendete Kolumbien seine erste WM-Teilnahme auf dem letzten Gruppenplatz.